# Kondratovskaja
Kondratovskaja (in lingua russa Кондратовская) è una città situata in Russia, nell'Oblast' di Arcangelo, più precisamente nel Verchnetoemskij rajon.